# Stephen Smith (piłkarz)
Stephen Smith (ur. 14 stycznia 1874 w Abbots Bromley, zm. 19 maja 1935) – angielski piłkarz grający pod koniec XIX wieku.
Smith urodził się w Abbots Bromley. W latach 1893–1901 grał w barwach Aston Villi, swoją grą walnie przyczynił się do zdobycia przez drużynę mistrzostwa kraju w sezonach: 1893-94, 1895-96, 1896-97, 1898-99 oraz 1899-1900, a także triumfu w FA Cup w roku 1895. Aston Villa zdobyła również FA Cup w roku 1897 dzięki czemu wywalczyła w tamtym sezonie „The Double”. Mimo iż we wcześniejszych fazach FA Cup Smith cztery razy wybiegał na boisko, nie dane było zagrać mu w finale tych rozgrywek. W 1895 zagrał jedyny raz w reprezentacji Anglii przeciwko Szkocji.
W 1901 trafił do występującego wtedy w Southern League Portsmouth F.C., pomagając drużynie w zwycięstwie tejże ligi.
Później przez 2 lata (1906-1908) managerem Gillingham F.C. (znanym wtedy jako New Brompton F.C.).